# عقیده (روستا)
 عقیده  به عربی ( عقیدة  )، روستایی است در دهستان المُقَبَنَة از توابع استان حضرموت در کشور یمن در شبه جزیره عربستان.

## جمعیت
جمعیت آن ( ۵۵ ) نفر ( ۴ خانوار) می‌باشد.